# 新开站
新开站，位于中华人民共和国辽宁省盘锦市大洼区新开镇，是沟海铁路上的火车站，建于1970年，由沈阳铁路局管辖。

## 車站周邊
- 中国移动新开营业厅
- 中国联通新开营业厅
- 新开镇人民政府
- 大洼县新开学校
- 新开镇工业园
- 辽河油田于楼第三小学

## 歷史
- 建于1970年。

## 外部連結
- 中国铁路客户服务中心 （页面存档备份，存于）